# Tomasz Wilkoński
Tomasz Tadeusz Wilkoński z Wilkonic h. Odrowąż (ur. 22 stycznia 1885 w Koryciskach, zm. 12 listopada 1939 w Brusie) – działacz gospodarczy, poseł na Sejm II RP I kadencji.

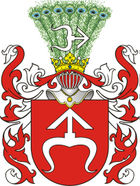
Odrowąż – herb Tomasza Wilkońskiego

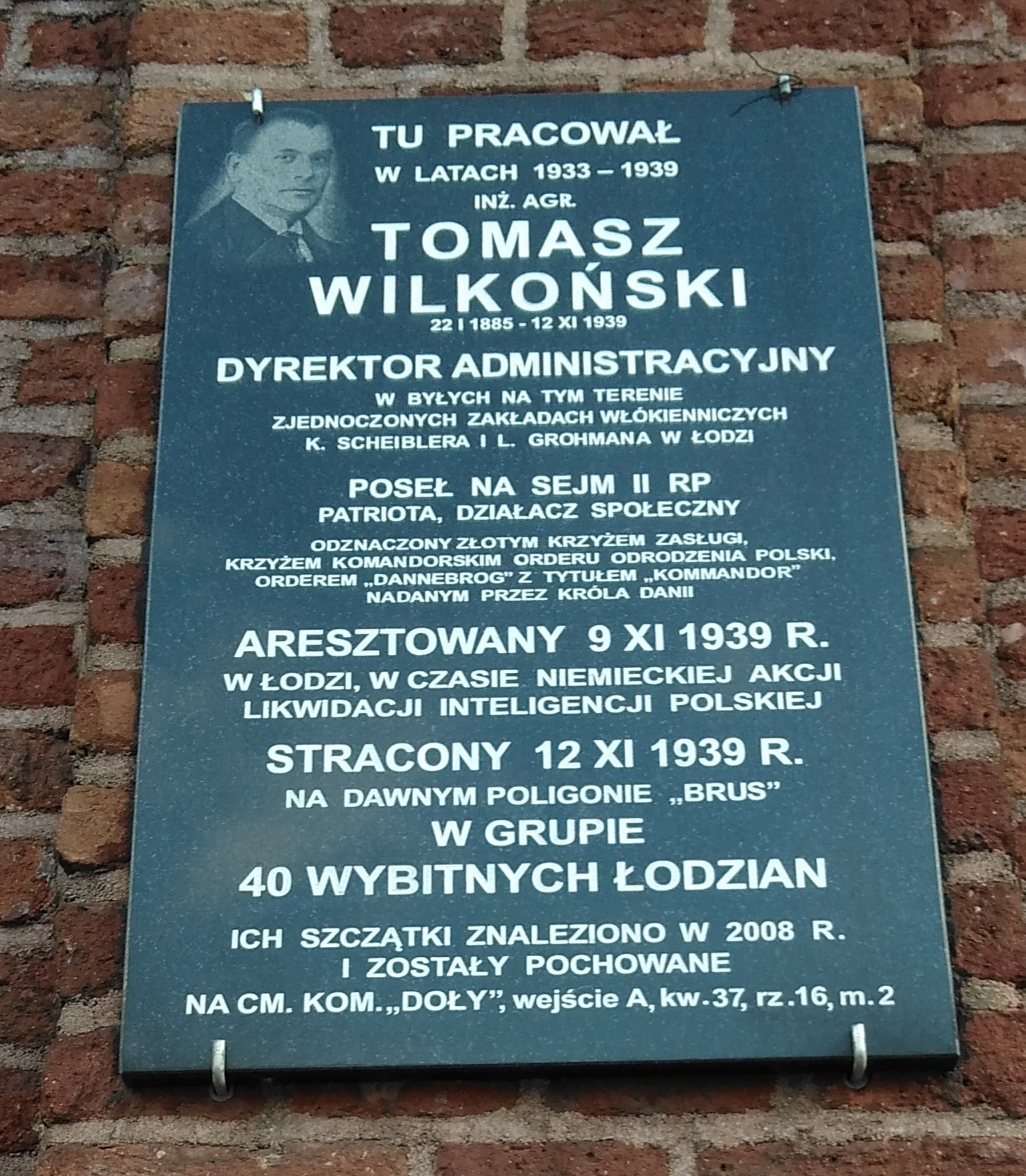
Tablica w Łodzi (ul. Tymienieckiego 7) upamiętniająca Tomasza Wilkońskiego.

## Życiorys
Tomasz Wilkoński pochodził z rodziny ziemiańskiej, z wykształcenia był inżynierem agronomem. Ukończył gimnazjum w Warszawie, a następnie wydział rolniczy uniwersytetu Jagiellońskiego oraz studia rolnicze w Danii i Szwecji. Od 1910 był instruktorem i kierownikiem do spraw hodowli w Centralnym Towarzystwie Rolniczym. Po odzyskaniu przez Polskę niepodległości zaangażowany był w reformę rolną, pracując jako szef Państwowego Banku Rolnego, kierował ekspozyturą Centralnego Towarzystwa Rolniczego w Lublinie, jako prezes Głównego Urzędu Ziemskiego (1920–1921). Był propagatorem kółek rolniczych i rozwoju edukacji na wsi.
Był posłem na Sejm II RP I kadencji Polskiego Stronnictwa Ludowego „Piast” (złożył mandat w 1924) oraz członkiem władz naczelnych partii, należał również do Jedności Ludowej i do komisji rewizyjnej Straży Kresowej.
W 1934 przeniósł się z rodziną do Łodzi, gdzie został dyrektorem administracyjnym Zjednoczonych Zakładów Włókienniczych Karola Scheiblera i Ludwika Grohmana. Był założycielem żłobka i przedszkola dla dzieci robotników. Założył w fabryce sekcję teatralną – utworzył z scenę z wyposażeniem, na której mogli występować robotnicy, a także był wiceprezesem sportowego Klubu Pracowników „Zjednoczone” założonego przy fabryce. Ponadto wspierał letni Obóz Przysposobienia Gospodarczego (1938) dla studentów z Polski i Europy.

### Śmierć
Tomasz Wilkoński został aresztowany 9 listopada 1939 roku przez Gestapo, w związku z akcją Intelligenzaktion Litzmannstadt. Niemcy zaproponowali mu podpisanie volkslisty, ze względu na niemieckie pochodzenie jego matki – Eleonory Wilkońskiej z domu Hirschberg. Wilkoński jednak odmówił. Został osadzony w obozie przejściowym na Radogoszczu, a następnie rozstrzelany 12 listopada 1939 na poligonie wojskowym na Brusie.
W czasie prac od 12 do 21 maja 2008, archeolodzy odnaleźli jego ciało w zbiorowej mogile na Brusie wraz z ciałami 39 innych mężczyzn. Wilkońskiego rozpoznano po obrączce z napisem: „Kira 28/9 28 r.”, którą rozpoznała córka Jolanta Wilkońska. Wszystkie ofiary egzekucji miały związane z tyłu ręce, a strzały oddano z bliska w tym głowy z broni krótkiej. Pogrzeb wszystkich ofiar egzekucji odbył się 1 września 2009 na cmentarzu komunalnym na Dołach. Oprócz Wilkońskiego zidentyfikowano tylko kilka osób: Alfreda Bellera, Władysława Krzemińskiego, Henryka Szulca oraz Stanisława Sapocińskiego.

### Życie prywatne
Tomasz Wilkoński był synem Tomasza Wilkońskiego – powstańca styczniowego oraz Eleonory Wilkońskiej z Hirschbergów. Ponadto 4 przodków Wilkońskiego było uczestnikami Sejmu Czteroletniego.
Tomasz Wilkoński Był mężem księżniczki Kiry z domu Światopełk-Mirskiej h. Białynia (1896–1968), z którą miał córkę, fotograf Jolantę Karolinę Natalię Wilkońską.
Wilkońscy w Łodzi mieszkali przy ul. Tymienieckiego 10.

## Ordery i odznaczenia
- Krzyż Komandorski Orderu Odrodzenia Polski (30 kwietnia 1925)[12]
- Złoty Krzyż Zasługi[13][3][2]
- Komandor Orderu Danebroga (Dania, 1925)[14]